# Enrique Pérez Vergara
Enrique Pérez Vergara (n. Valladolid, 1975), conegut artísticament com a Flipy, és un actor i humorista espanyol. A més és productor executiu de diversos programes de televisió.

## Carrera mediàtica

### Ràdio
- 100x100 (Cadena 100)
- No somos nadie. Col·laborador del programa fins a l'any 2007. Presentava una secció de ciència.

### Televisió
- Rufus y Navarro
- Paco y Veva
- Showmatch (Antena 3)
- ¿Quién es Tony Moog?
- Viajar
- La gran evasión (ETB)
- El Hormiguero. Col·laborador del programa des del 2006 fins a l'actualitat.[1] Presenta la mateixa secció que al programa de ràdio No somos nadie.[2] On tampoc no utilitza el seu nom real, sinó Flipy i actua com un científic boig.

A més va fer una aparició a un anunci de Kinder bueno, i un altre de Vodafone. També ha participat en el videoclip d'un MC: Frank T.

### Cinema
- Campamento Flipy

### Producció
És productor executiu, amb Vicente Haro, del programa Muchachada Nui, emès a La 2 de televisió espanyola, on també ha intervingut com a actor.
Fundà la productora Hill Valley amb el seu germà Rafa i Jorge Torrens, que produeix Muchachada Nui i amb el qual produí un especial de nadal que TVE estrenà el 2008 amb el títol "Es Bello Vivir", una comèdia que parodiava la clàssica pel·lícula It's a Wonderful Life, exercint de productor executiu i com a actor.
Ha produït el programa d'humor La hora de José Mota, que s'emet a TVE. Ja havia produït alguns programes de José Mota i ha aparegut a l'especial de la crisi d'any nou 2009.